# Edward Fisher (músico)
Edward Fisher (11 de enero de 1848-31 de mayo de 1913) fue un organista y director de orquesta canadiense, fundador y primer director musical del Conservatorio de Toronto.

## Biografía
Nacido en Jamaica (Vermont), estudió en el Conservatorio de Música de Boston en 1867. Sus maestros incluyeron a Julius Eichberg, Joseph Bennett Sharland y Whitney Eugene Thayer . Posteriormente continuó sus estudios en Berlín (Alemania) con Carl August Haupt y Carl Albert Loeschhorn. En 1875, se mudó a Ottawa en Canadá, donde se convirtió en director musical del Ottawa Ladies' College y dirigió la Ottawa Choral Society. Fisher se mudó a Toronto, donde fue organista en la Iglesia Presbiteriana de San Andrés entre 1879 y 1899. También fue director musical del Ontario Ladies' College en Whitby, Ontario . En 1886, fundó el Conservatorio de Música de Toronto y fue nombrado su director musical.Murió en Toronto el 31 de mayo de 1913 y fue sucedido por Augustus Stephen Vogt.